# جوناس ليند
جوناس ليند (بالسويدية: Jonas Lind)‏ هو لاعب كرة قدم سويدي في مركز الدفاع، ولد في 6 يونيو 1962.